# Joost van den Vondel

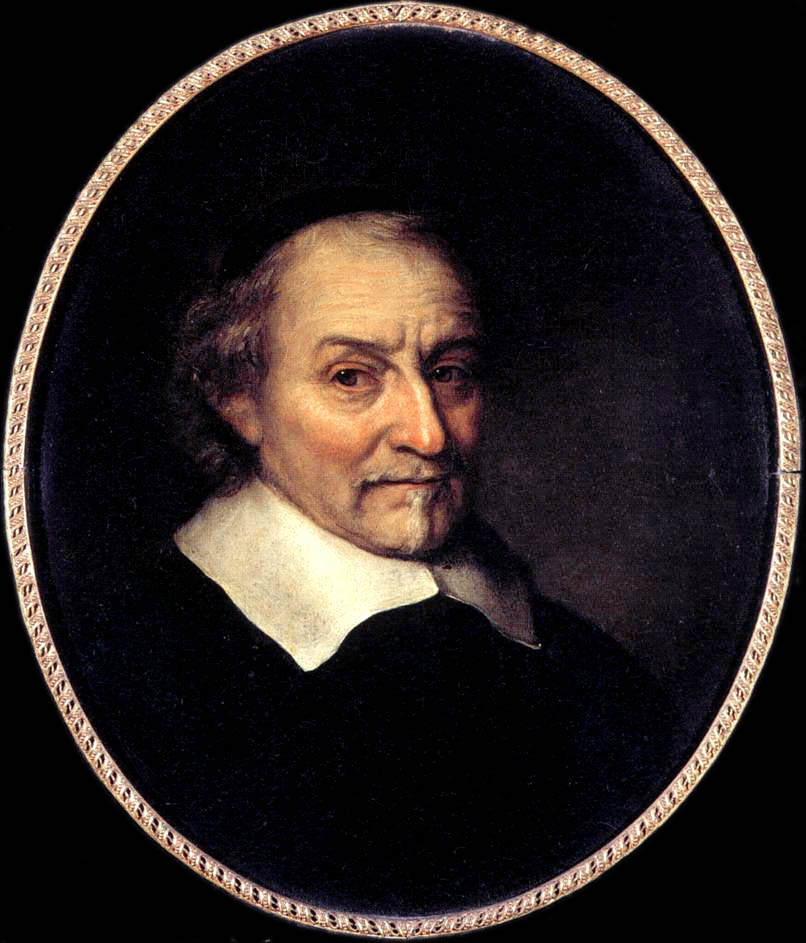
Portret Joosta van den Vondela autorstwa Philipa de Konincka

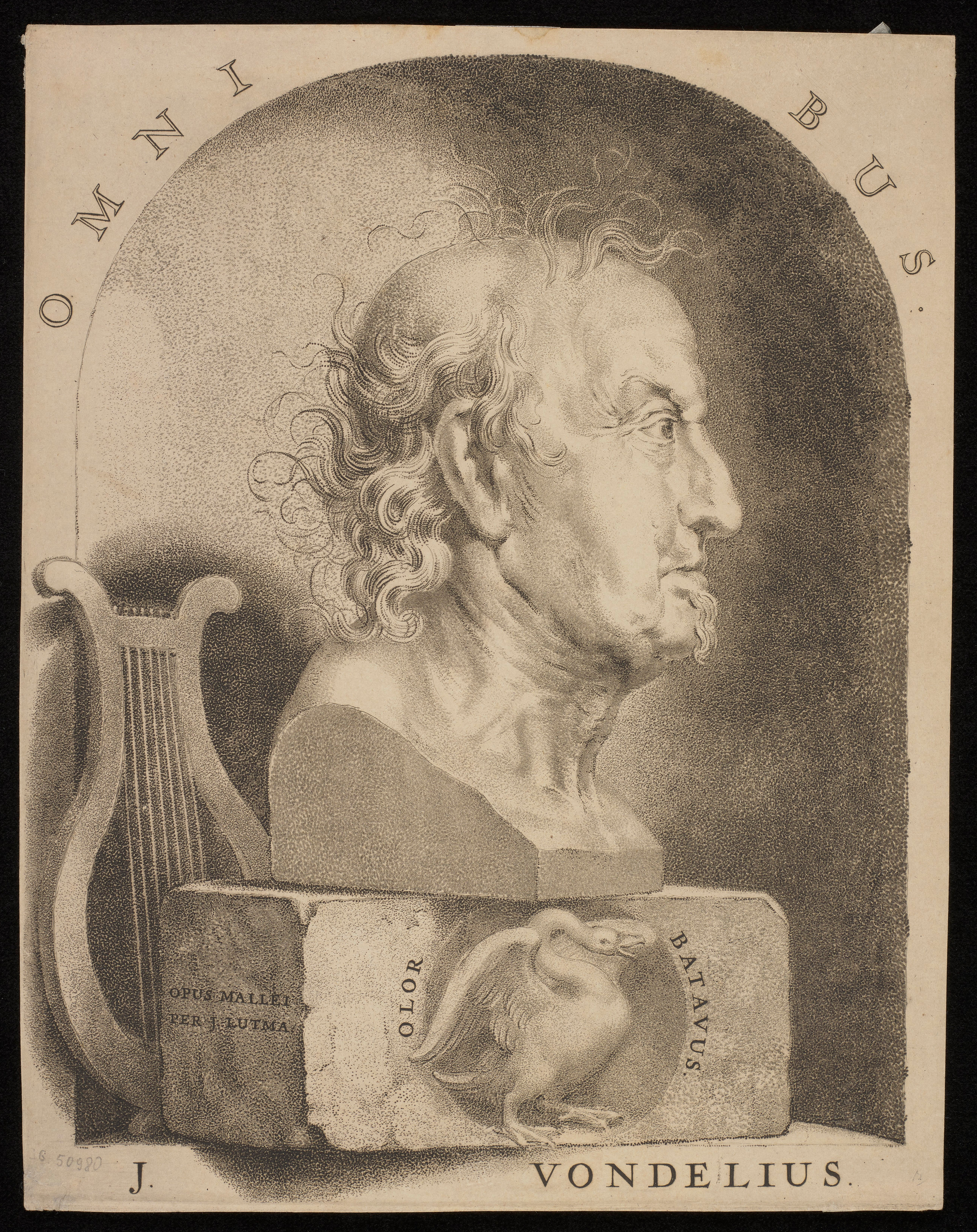
Joost van den Vondel

Joost van den Vondel (ur. 17 listopada 1587 w Kolonii, zm. 5 lutego 1679 w Amsterdamie) – niderlandzki dramatopisarz i poeta klasycznej doby niderlandzkiej. 
Vondel uważany jest obok Gerbranta Bredero i Pietera Corneliszoona Hoofta za najważniejszego pisarza niderlandzkiego złotego okresu Holandii. Należał do założonego przez Hoofta kręgu przyjaciół sztuki Muiderkring. Jego rodzice byli mennonitami i uciekli przed prześladowaniami religijnymi z katolickiej Kolonii.
Jako liryk w doskonałej, wzniosłej i pełnej uczucia formie opiewał swój kraj, Ren i śmierć swoich ukochanych, w satyrach politycznych występował głównie przeciw fanatykom kalwińskim (sam od roku 1641 był katolikiem). Jego dramaty należą do najlepszych w literaturze niderlandzkiej. Wydania zbiorowe poezji Vondela ukazywały się w latach (1850–1869) i obejmowały 12 tomów. Jego postać została wspomniana w powieści Odkrycie nieba Harry'ego Mulischa.

## Poezje
- Den Gulden Winckel der Konstlievende Nederlanders (1613)
- Hymnus ofte Lofgesangh over de wijdberoemde scheepvaert der Vereenigde *Nederlanden (1613)
- Vorstelijcke warande der dieren (1617)
- Op de jongste Hollantsche Transformatie (1618)
- De Helden Godes (1620)
- Het lof der zeevaert (1623)
- Geboortklock van Willem van Nassau (1626)
- Bruyloftbed van P.C. Hooft en Helionora Hellemans (1627)
- Rommelpot van 't Hane-kot (1627)
- Verovering van Grol door Frederick Henrick, Prince van Oranje (1627)
- De Rynstroom (1630)
- Roskam (1630)
- Harpoen (1630)
- Een otter in 't bolwerck (1630)
- Geuse-vesper (1631)
- Decretum horribile (1631)
- Op Huygh de Groots verlossing (1632)
- Inwying der doorluchtige Schoole t'Amsterdam (1632)
- Kinderlijck (1632)
- Uitvaert van mijn dochterken (1633)
- Lyckklaght aan het Vrouwekoor, over het verlies van mijn ega (1635)
- Brieven der Heilige Maeghden, Martelaressen (1642)
- Aen de Beurs van Amsterdam (1643)
- J.J. Vondels Verscheide Gedichten (1644)
- Altaergeheimenissen (1645)
- Poezy (verzamelbundel) (1650)
- Inwijdinge van 't Stadhuis t'Amsterdam (1655)
- Het stockske van Joan van Oldenbarnevelt (1657)
- Zeemagazyn (1658)
- Wildzang (1660)
- Toneelschilt oft Pleitrede voor het toneelrecht (1661)
- Bespiegelingen van Godt en Godtsdienst (1662)
- Joannes de Boetgezant (1663)
- De Heerlijckheid der Kercke (1663)
- Uitvaert van Maria van den Vondel (1668)

## Dramaty
- Het Pascha ofte de Verlossing Israels uit Egypten (1610)
- Hiërusalem verwoest (1620)
- Palamedes of Vermoorde Onnooselheijd (1625)
- Jozef of Sofompaneas (1635)
- Gijsbrecht van Aemstel (1637)
- Maeghden (1639)
- Gebroeders (1640)
- Joseph in Dothan (1640)
- Joseph in Egypten (1640)
- Peter en Pauwels (1641)
- Maria Stuart of Gemartelde Majesteit (1646)
- Leeuwendalers, lantspel (1647)
- Salomon (1648)
- Lucifer (1654)
- Salmoneus (1657)
- Jeptha of Offerbelofte (1659)
- David in Ballingschap (1660)
- David hersteld (1660)
- Samson of Heilige wraak (1660)
- Adonias of Rampsalighe kroonzucht (1661)
- Batavische gebroeders of Onderdruckte vryheit (1663)
- Faëton of Reuckeloze stoutheit (1663)
- Adam in Ballingschap of Aller treurspelen Treurspel (1664)
- Zunchin of Ondergang der Sineesche heerschappije (1667)
- Noah of Ondergang der eerste wereld (1667)

## Krótkie wiersze
- 1627 – Bruyloftbed van Pieter Cornelisz. Hooft en Helionora Hellemans
- 1633 – Kinder-lyck (naar aanleiding van het overlijden van zijn zoon Constantijn)
- 1668 – Uitvaert van Maria van den Vondel

## Przekład
Fragment poematu Nurty Reny ukazał się po polsku w tłumaczeniu Wł. Trąmpczyńskiego w antologii Piotra Chmielowskiego i Edwarda Grabowskiego Obraz literatury powszechnej.